# آلبرتو مارینی
آلبرتو مارینی (ایتالیایی: Alberto Marini؛ زادهٔ ۱۹۷۲ میلادی) فیلم‌نامه‌نویس، کارگردان فیلم و تدوین‌گر اهل ایتالیا است.
از فیلم‌هایی که وی در آن‌ها نقش داشته‌است، می‌توان به ۴۷، روماسانتا، انقراض و کیفر اشاره نمود.